# 캠퍼 (기업)
캠퍼(Camper)는 스페인의 신발 기업이다.